# کریستال لیفمانس
کریستال لیفمانس (انگلیسی: Crystal Leefmans؛ زادهٔ ۶ ژانویهٔ ۱۹۹۵) بدمینتون‌باز زن اهل سورینام است که در بازی‌های آمریکای جنوبی در مجموع برندهٔ ۲ مدال برنز شده‌است.

## دستاوردها

### بازی‌های آمریکای جنوبی
مختلط دونفره
| سال  | ورزشگاه       | شریک               | حریف                  | امتیاز              | نتیجه |
| ---- | ------------- | ------------------ | --------------------- | ------------------- | ----- |
| ۲۰۱۰ | مدئین، کلمبیا | میچل وونگسودیکرومو | Alex Tjong جزمین کوری | ۲۴–۲۲, ۱۷–۲۱, ۱۲–۲۱ | برنز  |

### BWF International Challenge/Series
تک نفره زنان
| سال  | تورنمنت           | حریف            | امتیاز              | نتیجه       |
| ---- | ----------------- | --------------- | ------------------- | ----------- |
| ۲۰۱۴ | بین‌المللی سورینام | دانیکا نیشیمورا | ۱۶–۲۱, ۲۱–۱۰, ۱۱–۲۱ | نیمه‌نهایی   |
| ۲۰۱۳ | بین‌المللی سورینام | سولانجل گوزمان  | ۶–۲۱, ۱۰–۲۱         | نیمه‌نهایی   |
| ۲۰۱۲ | بین‌المللی سورینام | پتی استولزنباخ  | ۶–۲۱, ۱۲–۲۱         | نایب قهرمان |
| ۲۰۰۹ | بین‌المللی سورینام | دنیله ملچیوت    | ۱۴–۲۱, ۲۱–۱۸, ۱۴–۲۱ | نایب قهرمان |

دو نفره زنان
| سال  | تورنمنت           | شریک               | حریف                                   | امتیاز              | نتیجه       |
| ---- | ----------------- | ------------------ | -------------------------------------- | ------------------- | ----------- |
| ۲۰۱۷ | بین‌المللی سورینام | پریسیله تجیترودیپو | Monyata Riviera Tamisha Williams       | ۱۷–۲۱, ۱۷–۲۱        | نایب قهرمان |
| ۲۰۱۴ | بین‌المللی سورینام | پریسیله تجیترودیپو | Daniela Macías Dánica Nishimura        | ۱۵–۲۱, ۱۰–۲۱        | نیمه‌نهایی   |
| ۲۰۱۳ | بین‌المللی سورینام | پریسیله تجیترودیپو | Virginia Chariandy سولانجل گوزمان      | ۲۳–۲۱, ۲۱–۱۶        | قهرمان      |
| ۲۰۱۲ | بین‌المللی سورینام | پریسیله تجیترودیپو | Mariama Eastmond Dionne Forde          | Round robin         | قهرمان      |
| ۲۰۱۲ | بین‌المللی میامی   | پریسیله تجیترودیپو | Perrine Lebuhanic Andréa Vanderstukken | ۱۵–۲۱, ۵–۲۱         | نایب قهرمان |
| ۲۰۱۱ | بین‌المللی سورینام | روگشار ایشاک       | Neslihan Yigit اوزگه باراک             | ۳–۲۱, ۷–۲۱          | نایب قهرمان |
| ۲۰۱۰ | بین‌المللی سورینام | روگشار ایشاک       | دنیله ملچیوت Priscille Tjitrodipo      | ۲۱–۱۱, ۱۷–۲۱, ۱۵–۲۱ | نیمه‌نهایی   |
| ۲۰۰۸ | بین‌المللی سورینام | کوئنی پاویروسنتونو | Nathalie Haynes دنیله ملچیوت           | ۱۳–۲۱, ۱۹–۲۱        | نایب قهرمان |

دو نفره مختلط
| سال  | تورنمنت           | شریک               | حریف                                        | امتیاز              | نتیجه       |
| ---- | ----------------- | ------------------ | ------------------------------------------- | ------------------- | ----------- |
| ۲۰۱۸ | بین‌المللی کارباکو | دیلان دارموهوئتومو | Dakeil Thorpe تامیشا ویلیامز                | ۲۲–۲۰, ۱۸–۲۱, ۲۱–۱۹ | قهرمان      |
| ۲۰۱۳ | بین‌المللی سورینام | میچل وونگسودیکرومو | Dave Khodabux الیزه پایک                    | ۱۷–۲۱, ۲۱–۱۸, ۱۹–۲۱ | نایب قهرمان |
| ۲۰۱۲ | بین‌المللی سورینام | میچل وونگسودیکرومو | Ruben Castellanos نیکته آلخاندرا استرومویور | ۲۱–۱۲, ۲۱–۱۸        | قهرمان      |
| ۲۰۱۲ | بین‌المللی میامی   | میچل وونگسودیکرومو | Laurent Constantin آندرئا واندرستوکن        | ۲۱–۲۳, ۱۴–۲۱        | نایب قهرمان |
| ۲۰۱۲ | بین‌المللی کارباکو | میچل وونگسودیکرومو | Nelson Javier بیبیکا برونیکا                | ۲۱–۱۱, ۱۷–۲۱, ۱۳–۲۱ | نایب قهرمان |
| ۲۰۱۱ | بین‌المللی سورینام | میچل وونگسودیکرومو | اوگو آرتوسو فابیانا سیلوا                   | ۲۰–۲۲, ۱۸–۲۱        | نایب قهرمان |
| ۲۰۱۱ | بین‌المللی کارباکو | میچل وونگسودیکرومو | گارت هنری جرودین هنری                       | ۲۱–۱۷, ۲۱–۱۱        | قهرمان      |
| ۲۰۰۹ | بین‌المللی سورینام | دیلان دارموهوئتومو | میچل وونگسودیکرومو پریسله تجیترودیپو        | ۲۲–۲۴, ۱۹–۲۱        | نیمه‌نهایی   |
| ۲۰۰۸ | بین‌المللی سورینام | دیلان دارموهوئتومو | میچل وونگسودیکرومو جیل سجاوو موک            | ۱۳–۲۱, ۱۱–۲۱        | نیمه‌نهایی   |

  BWF International Challenge tournament
  BWF International Series tournament
  BWF Future Series tournament

### عناوین بین‌المللی بدمینتو
- ۲۰۱۷ - مسابقات قهرمانی ملی: دو نفره زنان طلا
- ۲۰۱۷ - مسابقات قهرمانی ملی: دو نفره مختلط نقره
- ۲۰۱۵ - مسابقات قهرمانی ملی: تک نفره زنان طلا
- ۲۰۱۵ - مسابقات قهرمانی ملی: دو نفره زنان طلا
- ۲۰۱۴ - مسابقات قهرمانی ملی: تک نفره زنان طلا
- ۲۰۱۴ - مسابقات قهرمانی ملی: دو نفره زنان طلا
- ۲۰۱۴ - مسابقات قهرمانی ملی: دو نفره مختلط طلا
- ۲۰۱۲ - مسابقات قهرمانی ملی: تک نفره زنان طلا
- ۲۰۱۲ - مسابقات قهرمانی ملی: دو نفره زنان طلا
- ۲۰۱۲ - مسابقات قهرمانی ملی: دو نفره مختلط طلا
- ۲۰۱۰ - مسابقات قهرمانی ملی: تک نفره زنان طلا
- ۲۰۱۰ - مسابقات قهرمانی ملی: دو نفره زنان طلا
- ۲۰۱۰ - مسابقات قهرمانی ملی: دو نفره مختلط طلا
- ۲۰۰۹ - مسابقات قهرمانی ملی: تک نفره زنان طلا
- ۲۰۰۹ - مسابقات قهرمانی ملی: دو نفره زنان طلا
- ۲۰۰۸ - مسابقات قهرمانی ملی: تک نفره زنان نقره
- ۲۰۰۸ - مسابقات قهرمانی ملی: دو نفره زنان برنز
- ۲۰۰۹ - مسابقات قهرمانی ملی بدمینتون نوجوانان سورینام تک نفره دختران زیر ۱۵ سال طلا
- ۲۰۰۹ - مسابقات قهرمانی ملی بدمینتون نوجوانان سورینام دو نفره دختران زیر ۱۵ سال طلا
- ۲۰۰۹ - مسابقات قهرمانی ملی بدمینتون نوجوانان سورینام دو نفره مختلط زیر ۱۵ سال طلا
- ۲۰۰۹ - مسابقات قهرمانی ملی بدمینتون نوجوانان سورینام تک نفره دختران زیر ۱۹ سال طلا
- ۲۰۰۹ - مسابقات قهرمانی ملی بدمینتون نوجوانان سورینام دو نفره دختران زیر ۱۹ سال طلا
- ۲۰۰۹ - مسابقات قهرمانی ملی بدمینتون نوجوانان سورینام دو نفره مختلط زیر ۱۹ سال برنز
- ۲۰۰۸ - مسابقات قهرمانی ملی بدمینتون نوجوانان سورینام تک نفره دختران زیر ۱۵ سال نقره
- ۲۰۰۸ - مسابقات قهرمانی ملی بدمینتون نوجوانان سورینام دو نفره دختران زیر ۱۵ سال طلا
- ۲۰۰۸ - مسابقات قهرمانی ملی بدمینتون نوجوانان سورینام دو نفره مختلط زیر ۱۵ سال طلا
- ۲۰۰۸ - مسابقات قهرمانی ملی بدمینتون نوجوانان سورینام دو نفره دختران زیر ۱۹ سال نقره
- ۲۰۰۸ - مسابقات قهرمانی ملی بدمینتون نوجوانان سورینام دو نفره مختلط زیر ۱۹ سال نقره